# Douglas B-66 Destroyer
El Douglas B-66 Destroyer fue un bombardero ligero bimotor de ala alta fabricado por la compañía estadounidense Douglas Aircraft Company durante la segunda mitad de los años 1950, basándose en el bombardero estratégico embarcado Douglas A-3 Skywarrior, que operaba en la Armada de los Estados Unidos,  para reemplazar al Douglas A-26 Invader dentro de la Fuerza Aérea de los Estados Unidos. Existía también una versión de reconocimiento aéreo que fue denominada RB-66.
A partir de este modelo, la compañía Northrop desarrolló un avión experimental para la NASA, construido para realizar pruebas relacionadas con el flujo laminar sobre las alas, que se denominó Northrop X-21, y del que únicamente se construyeron dos unidades.

## Diseño y desarrollo

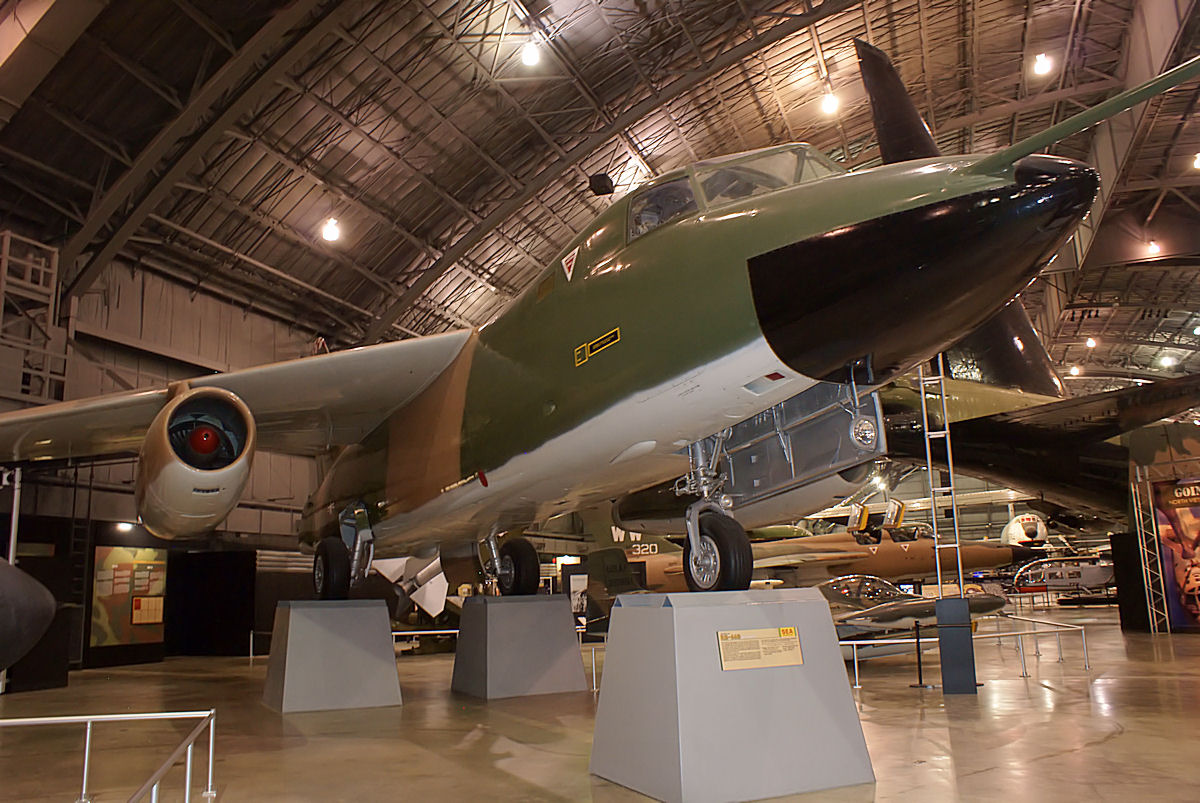
Douglas RB-66B Destroyer

Al principio, la Fuerza Aérea de los Estados Unidos tenía previsto que la conversión fuera tan fácil como desmontar el equipo específico embarcado, por lo que no se ordenaron prototipos, solo cinco ejemplares de preproducción RB-66A (considerándose la misión de reconocimiento de alta prioridad). La lista de modificaciones creció, y antes de tiempo, la supuesta conversión fácil se convirtió en lo que era sustancialmente un nuevo avión. Muchos de los cambios se debían a los requerimientos de la USAF para realizar operaciones a baja cota, mientras que la versión de la Armada había sido originalmente diseñada y empleada como bombardero de incursiones nucleares. Las dos principales diferencias entre el A-3 y el B-66 consistían en los modelos usados de motor a reacción, y en los sistemas de escape de emergencia de la tripulación. El A-3 tenía dos motores a reacción J57, mientras que el B-66 tenía dos Allison J71. El B-66 estaba equipado con asientos eyectables, mientras que el A-3 carecía de ellos.
El primer avión RB-66A de preproducción voló en 1954, mientras que el primer avión de producción RB-66B voló a comienzos de 1955.
El diseño básico del B-66 demostró ser un diseño versátil, y fue producido o modificado en una variedad de otras versiones, incluyendo el EB-66, RB-66 y WB-66. Asimismo, se produjeron muchas variantes del A-3 Skywarrior.

## Historia operacional

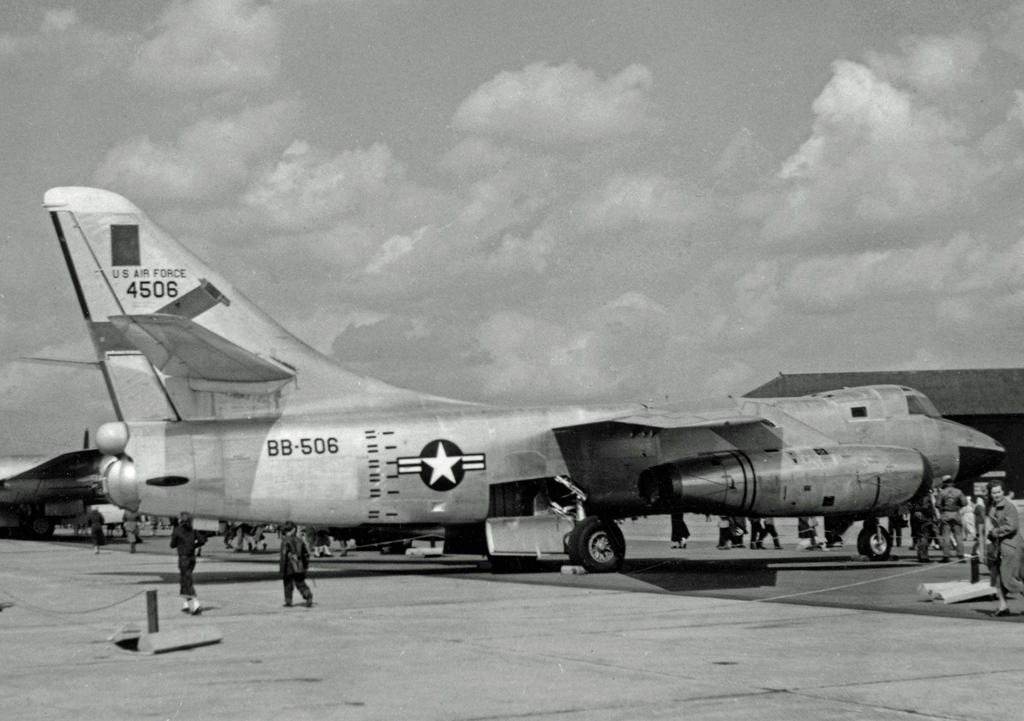
RB-66B del 19 Tactical Reconnaissance Squadron basado en RAF Sculthorpe, Inglaterra, en 1957.

Las entregas a la Fuerza Aérea comenzaron en 1956, de los que fueron producidos 145 aparatos de este modelo. Los RB-66 fueron usados principalmente como aviones de fotorreconocimiento nocturno de la USAF en esta época, sirviendo muchos ejemplares con los escuadrones de reconocimiento táctico basados en el Reino Unido y en Alemania Occidental. Fueron construidos un total de 72 aparatos de la versión de bombardeo B-66B, 69 menos de los originalmente planeados. Un total de 13 aviones B-66B fueron más tarde modificados como aviones de contramedidas electrónicas EB-66B en la guerra fría contra la Unión Soviética, y fueron estacionados en RAF Chelveston con el 42nd Tactical Reconnaissance Squadron, que realizó la conversión a principios de los años 60. Rotarían en una plataforma de alerta en España durante la época en que el 42nd tuvo los aviones. Estos y los RB-66C que tenía el 42nd serían finalmente enviados a Vietnam. A diferencia de los A-3 Skywarrior de la Armada estadounidense, que realizaron algunas misiones de bombardeo, el Destroyer no fue usado como bombardero en Vietnam.
El RB-66C era un avión especializado de reconocimiento electrónico y Contramedidas Electrónicas (ECM) con una tripulación aumentada a siete, incluyendo a los expertos en guerra electrónica adicionales. Fueron construidos un total de 36 de estos aviones, con los miembros adicionales de la tripulación instalados en lo que era la bodega de cámaras/bombas de las otras variantes. Los aviones RB-66C tenían distintivos contenedores de punta alar y fueron usados en las inmediaciones de Cuba durante la Crisis de los misiles cubanos, y más tarde en Vietnam. En 1966, estos aviones fueron redesignados EB-66C.
Los aviones desarmados EB-66B, EB-66C y EB-66E volaron numerosas misiones durante la Guerra de Vietnam. Ayudaron a recabar inteligencia electrónica acerca de las defensas norvietnamitas, y proporcionaron protección en misiones de bombardeo de los F-105 mediante la interferencia de los sistemas de radar norvietnamitas. Desde temprano, los B-66 volaron patrones ovales de tipo "hipódromo" sobre Vietnam del Norte, pero después de que un B-66 fuera derribado por un MiG, los vulnerables vuelos fueron devueltos justo al exterior de Vietnam del Norte.
El 10 de marzo de 1964, un RB-66C del 19th TRS que volaba una misión de fotorreconocimiento desde la Toul-Rosières Air Base en Francia, fue derribado sobre Alemania Oriental por un MiG-21 soviético después de que hubiera cruzado la frontera debido a un fallo de la brújula. La tripulación se eyectó y fue apresada brevemente antes de ser repatriada.
La variante final del Douglas B-66 fue el avión de reconocimiento atmosférico WB-66D; fueron construidos 36 ejemplares.
El EB-66C/E fue retirado del servicio de la Fuerza Aérea estadounidense en 1975. La mayor parte fue desguazada in situ, o almacenada para ser finalmente desguazada.

## Variantes

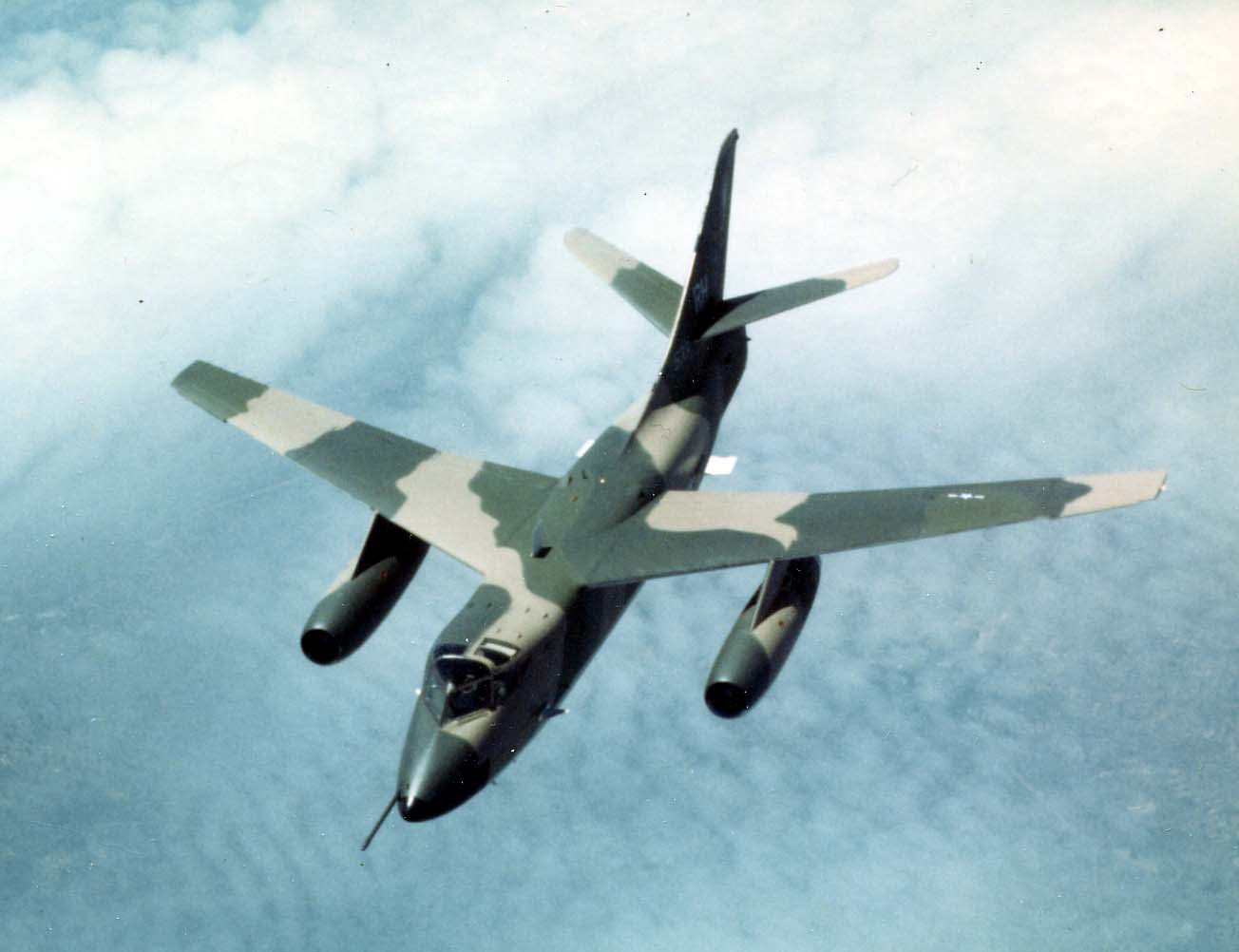
Douglas EB-66E en vuelo.

RB-66A
Douglas Model 1326, versión de reconocimiento aéreo. Cinco unidades construidas.
RB-66B
Douglas Model 1329, variante del RB-66A con motores J71-A-13 y un mayor peso. 149 unidades construidas.
B-66B
Douglas Model 1327A, variante de bombardeo táctico del RB-66B. 72 unidades construidas.
NB-66B
Un B-66B usado para realizar pruebas y un RB-66B usado para probar el radar del F-111.
RB-66C
Variante de reconocimiento electrónico del RB-66B, que incluye un compartimento adicional para cuatro operadores. 36 unidades construidas.
EB-66C
Cuatro RB-66C equipados con contramedidas electrónicas.
MWB-66D
Variante de reconocimiento electrónico y climatológico con el compartimento de la tripulación modificado para albergar a dos observadores. 36 unidades construidas, de las cuales dos acabaron convirtiéndose en el modelo Northrop X-21A.
EB-66E
Conversión de un RB-66B para realizar misiones de reconocimiento electrónico especializado.

## Operadores
Estados Unidos
- Fuerza Aérea de los Estados Unidos

## Aviones en exhibición
RB-66B

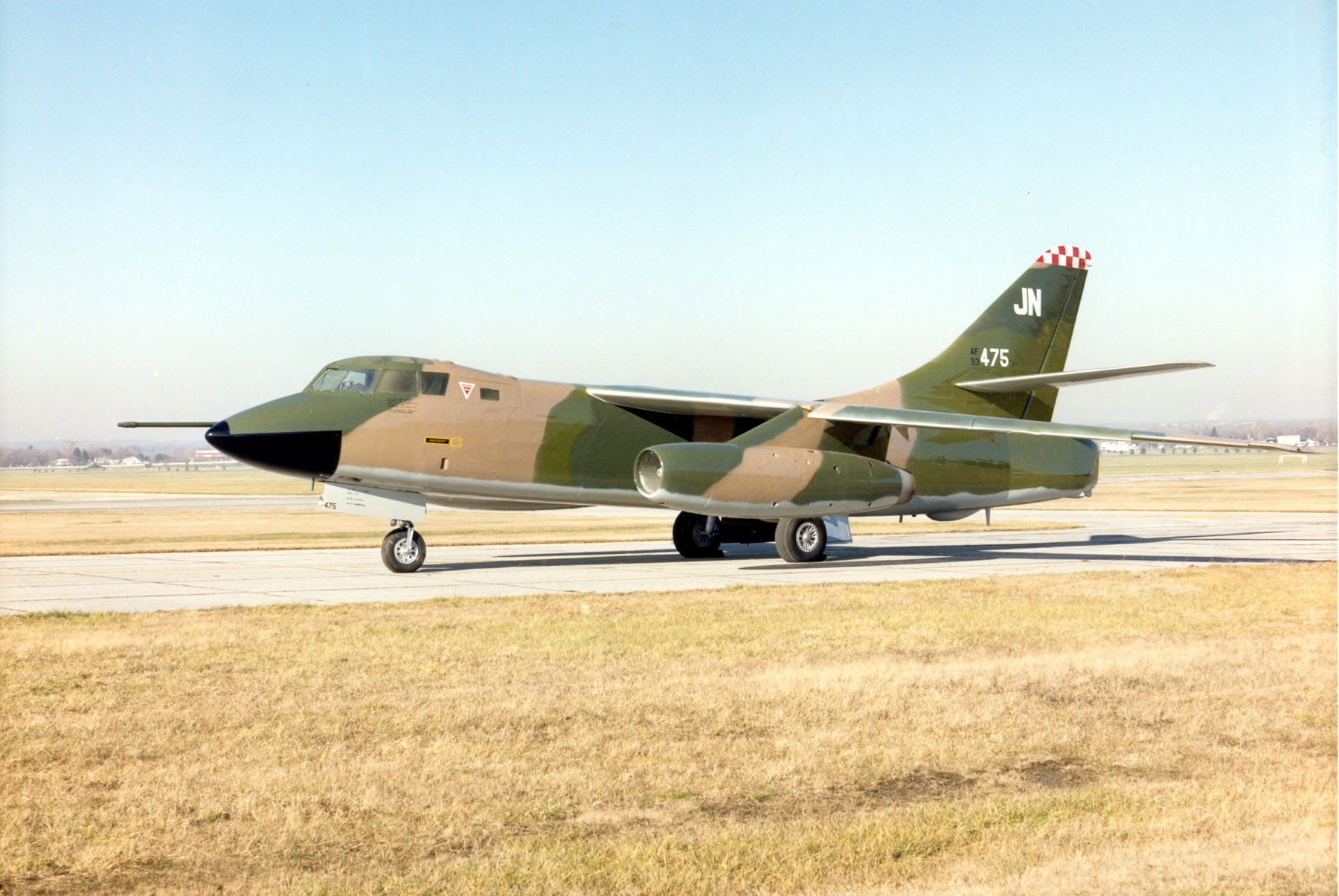
Douglas RB-66B Destroyer.

- 53-0466: Dyess Linear Air Park, Dyess AFB, Texas.[3]
- 53-0475: National Museum of the United States Air Force en la Base de la Fuerza Aérea Wright-Patterson, Ohio.[4]

RB-66C
- 54-0465: Base de la Fuerza Aérea Shaw, Carolina del Sur.[5]

JRB-66D
- 53-0412: Chanute Aerospace Museum en la antigua Chanute AFB, Illinois. Con el cierre del museo en octubre de 2015, ningún otro museo fue capaz de recuperar el avión, así que fue ofrecido en subasta a sobre cerrado para su desguace, comenzando el 25 de septiembre de 2017.[6][7]

WB-66D
- 55-0390: USAF History and Traditions Museum en la Base de la Fuerza Aérea Lackland, Texas.[8]
- 55-0392: Museum of Aviation, Base de la Fuerza Aérea Robins, Georgia.[9]
- 55-0395: Pima Air and Space Museum, junto a la Base de la Fuerza Aérea Davis-Monthan en Tucson, Arizona.[10]

## Apariciones notables en los medios
El derribo de un EB-66 sobre Vietnam del Norte y el subsiguiente rescate de su tripulación se convirtieron en la trama de la novela Bat*21 de William Charles Anderson, y la posterior versión fílmica de 1988 protagonizada por Gene Hackman y Danny Glover.

## Especificaciones

### Características generales
- Tripulación: 3 (piloto, navegante, Oficial de Guerra Electrónica)
- Longitud: 22,9 m (75,1 ft)
- Envergadura: 22,1 m (72,5 ft)
- Altura: 7,2 m (23,6 ft)
- Superficie alar: 72,5 m² (780,4 ft²)
- Peso vacío: 19 300 kg (42 537,2 lb)
- Peso cargado: 26 200 kg (57 744,8 lb)
- Peso máximo al despegue: 38 000 kg (83 752 lb)
- Planta motriz: 2× turborreactor Allison J71-A-11 (ó -13).
  - Empuje normal: 45 kN (4589 kgf; 10 116 lbf) de empuje cada uno.

### Rendimiento
- Velocidad máxima operativa (Vno): 1020 km/h (634 MPH; 551 kt)
- Alcance: 3970 km (2144 nmi; 2467 mi)
- Radio de acción: 1500 m (4921 ft)
- Techo de vuelo: 12 000 m (39 370 ft)
- Régimen de ascenso: 25 m/s (4921 ft/min)
- Carga alar: 361,4 kg/m² (74 lb/ft²)

### Armamento
- Cañones: 

  - 2 de 20 mm (uno frontal y otro en torreta de cola).
- Bombas: 6804 kg

## Aeronaves relacionadas

### Desarrollos relacionados
- Douglas A-3 Skywarrior
- Northrop X-21

### Aeronaves similares
- Sud Aviation Vautour
- Blackburn Buccaneer
- Yakovlev Yak-28

### Secuencias de designación
- Secuencia B-_ (Bombardero del USAAC/USAAF/USAF, 1926-1962): ← B-62 - B-63 - B-64 - B-65 - B-66 - B-67 - B-68 - B-69 - B-70 →